# Mesure du temps
 (février 2022).
 (novembre 2021).
Si vous disposez d'ouvrages ou d'articles de référence ou si vous connaissez des sites web de qualité traitant du thème abordé ici, merci de compléter l'article en donnant les références utiles à sa vérifiabilité et en les liant à la section « Notes et références ».
La mesure du temps est la base fondamentale de la précision du Système international d'unités. Elle répond à une double nécessité : rester compréhensible et utile pour chacun, et être aussi précis que possible.

## Concept de temps mesurable
Le concept de la mesure du temps est défini, comme pour toute grandeur fondamentale, suivant trois aspects.

### Égalité
La simultanéité définit expérimentalement ce que veut dire {\displaystyle t_{1}=t_{2}} (au sens de la relation d'équivalence en mathématiques : réflexive, symétrique et transitive). Dans le cadre de la physique newtonienne, où les vitesses ne sont pas bornées, cela est possible et permet de définir le concept d'évènements simultanés : tous les évènements de cette classe d'équivalence sont dits avoir eu lieu à la même date.

### Grandeur repérable
Pour conférer à ce concept le statut de grandeur repérable, il faut pouvoir définir expérimentalement une relation d'ordre total (réflexive, antisymétrique et transitive) : il est alors possible de parler de date postérieure à une autre.
Dans ces conditions, il reste à trouver une (ou des) succession d'évènements admis comme étant postérieurs les uns aux autres. Le choix d'une échelle de temps T = f(t) est alors arbitraire, du moment que f(t) soit croissante : on définit ainsi une échelle géologique, historique, linguistique, chronochimique, psychologique...

### Grandeur mesurable
On peut établir expérimentalement entre deux durées une relation binaire, dite d'addition, qui soit isomorphe au groupe additif des réels : l'opération {\displaystyle dt_{1}+dt_{2}=dt_{3}} doit être associative, posséder un élément neutre et on doit savoir expliciter ce que veut dire  {\displaystyle dt_{1}+dt_{2}=0}. D'autre part, il faut le plus souvent lui conférer la structure de corps, et pouvoir valider l'axiome d'Archimède : c’est-à-dire que  {\displaystyle n.dt_{1}} peut être une durée aussi grande que l'on veut en prenant {\displaystyle n} assez grand.
Alors, on peut définir {\displaystyle {\frac {dt}{T_{0}}}}, {\displaystyle T_{0}} étant une durée fondamentale prise pour unité.
Ces trois notions fondent la notion de grandeur temps en science, du point de vue épistémologique, à caractère expérimental. Ce n'est important que pour pouvoir se démarquer de discussions sur l'élasticité du temps psychologique ou autres.

## Choix de l'unité
Une unité doit, pour être acceptée par tous les Hommes, être :
- pour tous les temps, c’est-à-dire pérenne ;
- universelle : chacun doit l'adopter et peut y accéder ;
- facile d'accès et transférable avec traçabilité, sinon une autre unité plus efficace apparaîtra ;
- uniforme pour les durées ;
- précise : on choisit souvent l'instrument le plus précis ; sinon, le secteur de recherche en pointe choisit son unité et il n'y a plus unité dans les mesures. Encore faut-il que cet instrument soit facile à fabriquer, ou bien que le transfert de temps soit utilisable ;
- l'horloge doit être exacte ou corrigée en justesse ; mais la vie d'une horloge est limitée ;
- stable, c'est-à-dire d'une précision qui dure et perdure : la somme cumulée des T0 ne servirait à rien pour établir une échelle de temps si l'appareil dérivait. Par exemple, la période des pulsars millisecondes dérive : cette dérive est corrigeable, mais moins bien qu'avec un ensemble d'horloges atomiques. De même, les masers sont les instruments les plus précis actuellement en courte durée, mais on ne sait pas reproduire deux masers identiques, y compris leurs dérives : ils sont donc inutilisables pour une échelle de temps.

Uniformité, exactitude et stabilité sont liées et exigent une définition scientifique précise (voir variance d'Allan).
La rotation de la Terre ralentit inexorablement. On sait partiellement en faire la correction, mais cela est loin de la précision des horloges atomiques. De même concernant la durée de révolution de la Terre autour du soleil.
La conclusion a été une évolution prudente du Système international d'unités.

## Historique
En 1884, lors de la Conférence de Washington le temps moyen de Greenwich (GMT) défini par la rotation de la Terre, l'antique succession jour-nuit que l'on croyait pérenne, est adopté comme référence mondiale. Il sera remplacé par le temps universel ( UT) en 1925.
Nicolas Stoyko, dès 1937, en comparant les variations saisonnières de la marche d'horloges, établit que la Terre tourne plus rapidement de juillet à octobre puis plus lentement le reste de l'année.
Puis la théorie est bien comprise : l'éloignement de la Lune est directement lié aux marées et est lié au ralentissement de la Terre : le jour sidéral varie et le mois lunaire aussi. Les tirs lasers depuis 1969 sur la Lune donne un éloignement de la Lune de 3,82(5) cm/an.
En 1956, le mouvement du pôle de Chandler (période de 434 jours, plus composante saisonnière, plus aléas) est analysé, compris : tout est en place pour prendre l'année tropique comme unité.
En 1960, la seconde est définie à partir de la durée de l'année tropique 1900, c'est-à-dire à partir du mouvement de révolution de la Terre autour du Soleil : c'est la fraction 1/31 556 925,974 7 de l'année tropique. L'échelle de temps qui lui correspond est le temps des éphémérides (TE) ; il n'aura qu'une brève existence (1960-1967), due en partie à sa difficulté d'usage et de la complexité de sa mesure.
De plus, les masers et les premières horloges atomiques apparaissent. Leur exactitude et leur stabilité défient toute concurrence astronomique. La 13e Conférence générale des poids et mesures change alors la définition de la seconde. En 1967, ce sera dorénavant la durée de 9 192 631 770 périodes de la radiation correspondant à la transition entre les deux niveaux hyperfins de l'état fondamental de l'atome de césium 133, à 0 kelvin, sur l'ellipsoïde terrestre de référence pivotant. Cette transition est actuellement réalisée avec une exactitude de 10-15. Le temps atomique est créé, puis bientôt le temps atomique international (TAI) avec le développement des horloges atomiques dans le monde.
Le zéro kelvin veut dire que l'on corrige de l'effet Doppler transverse du second ordre, de même que l'on corrige l'influence de l'altitude, à cause du décalage d'Einstein (Expérience de Pound-Rebka en 1959), et la rotation de la Terre (effet Sagnac-Einstein).
À partir du temps atomique international, on fabrique l'échelle de temps de référence, le temps universel coordonné (UTC).

## Fabrication du temps
Une horloge même atomique est un instrument fabriqué par l'homme. Aussi peut-elle être très exacte, mais sur de faibles intervalles de temps, car elle peut dériver à cause de paramètres mal contrôlés comme la température ou la pression. Elle peut aussi être légèrement inexacte, mais très stable dans son inexactitude.
Dans un pays, chaque laboratoire disposant d'horloge(s) atomique(s) réalise un Temps atomique TA(k). Généralement les indications sur la marche des horloges (variance d'Allan) d'un même pays sont centralisées dans un organisme de métrologie qui établit un TA(pays). En France, le LNE-SYRTE à l'Observatoire de Paris est chargé d'établir le « temps atomique français »s (TAF).
Ces temps sont à nouveau regroupés, selon le meilleur algorithme possible (ALGOS d'abord, puis d'autres ensuite), pour former le « TA International ». Il sert aux métrologues pour repérer les dérives de leurs horloges et repondérer itérativement leurs moyennes.
À l'heure actuelle, le temps USNO est celui qui présente le moins d'écart au cours du temps avec cette moyenne qu'est le TAI, dont la fiabilité est assurée par la redondance. La marche pondérée de 340 horloges réparties dans 56 laboratoires dans le monde donne le TAI avec une précision meilleure que 10-15 sur 40 jours, mais c'est un temps différé connu seulement après calculs du Bureau international des poids et mesures (BIPM).
Le temps terrestre TT est le TAI +32,184 s. Il est réalisé sur commande par le BIPM ; il représente un lissage du TAI sur une période plus longue, avec[C'est-à-dire ?] des étalons primaires surveillés sur un an au moins. Il est donc plus stable que le TAI, mais est très différé. Il sert pour certaines mesures décennales comme la période des pulsars ou pour les datations des éclipses anciennes.
Même avec la précision actuelle, le lieu et l'instant exacts d'une éclipse de Soleil dans 100 ou 1 000 ans ne peuvent pas se prévoir avec une précision meilleure que quelques secondes. Les circonstances ou la manifestation de ce phénomène à la surface de la Terre sont liés à la rotation terrestre et on ne peut pas prévoir son comportement si loin en avance. Inversement l'archéologie des éclipses anciennes permet de recaler certains paramètres en particulier d'établir l'écart entre TU, lié à la rotation terrestre, et TT, parfaitement régulier par définition. À fortiori, les échelles de temps géologique du Néogène (−25 Ma) ont été publiées seulement en 2004, grâce aux travaux sur les intégrateurs symplectiques de Laskar (échelle La2004).
Le BIPM diffuse, pour les applications, la base du temps légal, appelé temps universel coordonné (UTC), calé sur le temps UT pour des raisons pratiques : à une date précise, annoncée à l'avance, on le décale d'une seconde intercalaire. Depuis le 31 décembre 2005, le décalage vaut ainsi UTC = TAI + 33 s.
Néanmoins, ce décalage, même édicté longtemps à l'avance, peut créer des bugs, en particulier dans le domaine informatique ou dans les applications directement liées au temps. C'est pour cela que, par exemple, le temps propre du système GPS ne suit pas les secondes intercalaires. Le temps du système Glonass, qui les suit, a subi des bugs de recalage. On parle donc de n'effectuer cette opération que d'heure en heure, c’est-à-dire que la prochaine heure intercalaire serait repoussée de quelques millénaires : on mesurera donc le ralentissement du pivotement terrestre.
Le temps du GPS n'est pas un temps au sens légal, bien qu'il soit construit sur le temps TA (USNO). En effet, bien qu'il soit corrigé de tous les effets relativistes, il reste à le corriger correctement des variations d'indice de la troposphère, ce qui est mal connu. Le projet Galileo, qui émettra sur deux fréquences, amoindrira un peu cette difficulté, mais elle existera toujours. Le projet ACES (Atomic Clock Ensemble in Space) vise à envoyer une horloge encore plus précise, Pharao, en orbite.
D'autre part, les transferts de temps ne peuvent se faire à mieux que 100, voire 10 ps (picosecondes), qui correspond à la limite de l'électronique de base. Néanmoins, le transfert de temps s'effectue de mieux en mieux, au moins dans les laboratoires spécialisés (T2L2, par exemple).
En définitive, le temps UTC est basé sur le temps TAI, recalé  sur UT par des secondes intercalaires : il est d'exactitude inférieure à 50 ns, et de précision <  × 10-15. Il est ramené à l'altitude zéro du géoïde et prend en compte la rotation terrestre (effets relativistes). De même, il existe un temps terrestre géocentrique, un temps terrestre barycentrique (tenant compte de la lune), un temps héliocentrique et un temps galactique.
Les progrès réalisés sur les horloges optiques à ions piégés (précision attendue de 10-17) sont à venir ; le Système international d'unités pourra opter pour un changement de l'unité de temps, en continuité avec la définition actuelle.